# Rhodischnura nursei
Rhodischnura nursei là loài chuồn chuồn trong họ Coenagrionidae. Loài này được Morton mô tả khoa học đầu tiên năm 1907.